# Iroquois Motor Car Company
Iroquois Motor Car Company, vorher Leggett Carriage Company und J. S. Leggett Manufacturing Company, war ein US-amerikanischer Hersteller von Automobilen und Karosserien.

## Unternehmensgeschichte
J. S. Leggett gründete 1900 die Leggett Carriage Company in Syracuse im US-Bundesstaat New York. Zunächst stellte er Karosserien her. Im Februar 1902 führte er eine Reorganisation durch. Die neue Firmierung lautete J. S. Leggett Manufacturing Company. Nun entstanden Automobile. Der Markenname lautete Iroquois. Nach zehn Monaten war er in der Insolvenz. Ein Mechaniker stellte 1904 noch einzelne Fahrzeuge her.
Im Dezember 1904 hatte Leggett neue Geldgeber gefunden. Er gründete das Nachfolgeunternehmen Iroquois Motor Car Company. Der Sitz war nun in Seneca Falls. In dem Werk war früher die National Yeast Company tätig. Im Februar 1907 folgte das Aus.
Pläne für eine Iroquois Motor Vehicle Company in Syracuse konnten nicht mehr umgesetzt werden.

## Fahrzeuge
Alle Fahrzeuge hatten Vierzylindermotoren. Für die Zeit von 1903 bis 1905 ist ein Modell überliefert. Der Motor leistete 15 PS. Aufbauten waren Runabout und Tonneau.
1905 stieg die Motorleistung auf 20 PS. Eine Ausführung hatte einen kürzeren Radstand von 229 cm und war als Tonneau mit Hecktür karosseriert. Eine andere Ausführung hatte ein Fahrgestell mit 254 cm Radstand und war ein Tonneau mit seitlichem Zustieg.
1906 wurde das letztgenannte Modell als Type D fortgeführt. Die Motorleistung war nun mit 25/30 PS angegeben. Der offene Tourenwagen bot Platz für fünf Personen. Der Type E hatte einen 40-PS-Motor, den gleichen Radstand und einen Aufbau als siebensitziger Tourenwagen.
1907 stellte der Typ C das Einstiegsmodell dar. Der Motor war mit 25/30 PS angegeben. Der Radstand betrug 264 cm. Der Tourenwagen war fünfsitzig. Spitzenmodell war der Type D. Sein Motor war mit 35/40 PS angegeben. Der Radstand maß 274 cm. Aufbau war ein siebensitziger Tourenwagen.

## Modellübersicht
| Jahr      | Modell | Zylinder | Leistung (PS) | Radstand (cm) | Aufbau                |
| --------- | ------ | -------- | ------------- | ------------- | --------------------- |
| 1903–1905 |        | 4        | 15            |               | Runabout, Tonneau     |
| 1905      |        | 4        | 20            | 229           | Rear-Entrance Tonneau |
| 1905      |        | 4        | 20            | 254           | Side-Entrance Tonneau |
| 1906      | Type D | 4        | 25/30         | 254           | Tourenwagen 5-sitzig  |
| 1906      | Type E | 4        | 40            | 254           | Tourenwagen 7-sitzig  |
| 1907      | Type C | 4        | 25/30         | 264           | Tourenwagen 5-sitzig  |
| 1907      | Type D | 4        | 35/40         | 274           | Tourenwagen 7-sitzig  |